# Цифрова обробка сигналів
Цифрова обробка сигналів (ЦОС — англ. digital signal processing, DSP) — перетворення сигналів, представлених у цифровій формі.

## Принципи цифрової обробки сигналів
Будь-який безперервний (аналоговий) сигнал {\displaystyle s(t)} може бути підданий дискретизації по часу і квантуванню по рівню (оцифровуванню), тобто представлений в цифровій формі. Якщо частота дискретизації сигналу {\displaystyle F_{d}} не менше, ніж подвоєна найвища частота в спектрі сигналу {\displaystyle F_{max}} (тобто {\displaystyle F_{d}\geq 2\cdot F_{max}}), то отриманий дискретний сигнал {\displaystyle s(k)} буде еквівалентним сигналу {\displaystyle s(t)} за методом найменших квадратів (МНК) (див.: Теорема Котельникова).
За допомогою математичних алгоритмів {\displaystyle s(k)} перетвориться в деякий інший сигнал {\displaystyle s_{1}(k)}, який має необхідні властивості. Процес перетворення сигналів називається фільтрацією, а пристрій, що виконує фільтрацію, називається фільтр. Оскільки значення сигналів надходять з постійною швидкістю {\displaystyle F_{d}}, фільтр повинен встигати обробляти поточний сигнал серії до надходження наступного (частіше — до надходження наступних n відліків, де n — затримка фільтра), тобто обробляти сигнал в реальному часі. Для обробки сигналів (фільтрації) в реальному часі застосовують спеціальні обчислювальні пристрої — цифрові сигнальні процесори. Це повністю стосується не тільки безперервних сигналів, але і переривчастих, а також до сигналів, записаних на пристрої зберігання інформації. В останньому випадку швидкість обробки непринципова, так як при повільній обробці дані не будуть втрачені.
Розрізняють методи обробки сигналів у часовій (англ. time domain) і в частотній (англ. frequency domain) області. Еквівалентність частотно-часових перетворень однозначно визначається через перетворення Фур'є.
Обробка сигналів у часовій області широко використовується в сучасній електронній осцилографії і в цифрових осцилографах. Для подання сигналів в частотній області використовуються цифрові аналізатори спектра. Для вивчення математичних аспектів обробки сигналів використовуються пакети розширення (найчастіше під ім'ям Signal Processing) систем комп'ютерної математики MATLAB, Mathcad, Mathematica, Maple тощо.
В останні роки при обробці сигналів та зображень широко використовується новий математичний базис подання сигналів з допомогою «коротких сплесків» — вейвлетів. З його допомогою можуть оброблятися нестаціонарні сигнали, сигнали з розривами та іншими особливостями і сигнали у вигляді пачок.

## Основні застосування
- Лінійна фільтрація — селекція сигналу в частотній області; синтез фільтрів, узгоджених з сигналами; частотне розділення каналів; цифрові перетворювачі Гільберта (Lⁿ(a, b)) і диференціатор; коректори характеристик каналів.
- Спектральний аналіз — обробка мовних, звукових, сейсмічних, гідроакустичних сигналів; розпізнавання образів.
- Частотно-часовий аналіз — компресія зображень, гідро — і радіолокація, різноманітні завдання виявлення сигналу.
- Адаптивна фільтрація — обробка мови, зображень, розпізнавання образів, придушення шумів, адаптивні антенні решітки.
- Нелінійна обробка — обчислення кореляцій, медіанна фільтрація; синтез амплітудних, фазових, частотних детекторів, обробка мови, векторне кодування.
- Багатошвидкісна обробка — інтерполяція (збільшення) і децимація (зменшення) частоти дискретизації в багатошвидкісних системах телекомунікації, аудіосистемах.
- Отримання згорток.

## Основні перетворення
Цифрова обробка сигналу в передавачі
- Форматування
- Кодування джерела
- Шифрування
- Канальне шифрування
- Ущільнення
- Імпульсна модуляція
- Смугова модуляція
- Розширення спектра
- Множинний доступ
- Передавання сигналів

Цифрова обробка сигналу в приймачі
- Приймання сигналів
- Множинний доступ
- Звуження спектра
- Демодуляція і дискретизація
- Детектування
- Розущільнення
- Канальне декодування
- Дешифрування
- Декодування джерела
- Форматування